# Robert S. Dietz
Robert Sinclair Dietz (14 tháng 12 năm 1914 – 19 tháng 5 năm 1995) là Giáo sư địa chất học ở Đại học Bang Arizona. Dietz là nhà địa vật lý và nhà hải dương học người đi tiên phong cùng với Harry Hammond Hess trong nghiên cứu tách giãn đáy đại dương vào khoảng năm 1960 - 1961. Khi làm ở viện Hải dương học Scripps ông đã quan sát đặc điểm tự nhiên của dãy núi dưới biển Emperor, dãy núi dưới biển kéo dài đến tận cùng phía tây bắc của chuỗi đảo Hawaii-Midway và suy đoán với Robert Fisher vào năm 1953 rằng có cái gì đó đã mang các núi lửa cổ này di chuyển về phía bắc giống như một băng chuyền.
Trong một công trình sau đó, ông quan tâm đến các hố va chạm do thiên thạch, ông nhận thấy rằng bồn trũng Sudbury là một hố va chạm cổ, và phát hiện ra một số miệng hố va cham khác. Ông nhận huy chương Barringer năm 1985 và Huy chương Penrose năm 1988 của Hội Địa chất Hoa Kỳ.

## Các ấn phẩm tiêu biểu
- Dietz, Robert S. "Earth, Sea, and Sky: Life and Times of a Journeyman Geologist." Annual Review of Earth and Planetary Science 22 (1994), 1-32.
- Dietz, Robert S., "In Defense of Drift," The Sciences, vol. 23, Nov.-Dec. 1983, p. 26.
- Dietz, Robert S., Sudbury Structure as an Astrobleme, University of Chicago, 1964
- Dietz, Robert S. and scientific illustrator John C. Holden, Creation/Evolution Satiricon: Creationism Bashed, Winthrop, WA: Bookmaker, 1987